# While You Wait for the Others
While You Wait for the Others – drugi singiel zespołu Grizzly Bear z trzeciego albumu Veckatimest, wydany 31 sierpnia 2009 roku. Wydany 11 września 2009 roku klip został wyreżyserowany przez Seana Pecknolda, brata Robina Pecknolda z Fleet Foxes.

## Recenzje
Piosenka została pierwszą w historii ocenioną na 10/10 w skali Pitchforka.
Utwór znalazł się na 12. miejscu najlepszych utworów 2009 roku i 334. całej dekady według Pitchforka.

## Lista utworów
1. "While You Wait for the Others" - 4:29
2. "While You Wait for the Others" (feat. Michael McDonald)- 4:29